# Ángeles Huerta
Ángeles Huerta González (Gijón, 1974) es una directora de cine y guionista conocida por su trabajo en el documental Esquece Monelos. Vive en Galicia desde el año 2002.

## Trayectoria
Doctora en Literatura Comparada por la Universidad de Oviedo. Estudió dirección cinematográfica en la Met Film School de Londres, etapa en la que participó en el rodaje de los cortometrajes Normal people y The Fetch. Este último fue seleccionado en el Short Film Corner del Festival de Cannes.[cita requerida]
Se estrenó como directora de largometrajes con la película Esquece Monelos, el documental gallego más premiado en el año 2017. La obra recibió el Premio Maestro Mateo en la categoría de Mejor Documental, Mejor Dirección de Fotografía (Jaime Pérez) y Mejor Montaje (Sandra Sánchez). También obtuvo la Mención Especial del Jurado del certamen Documentamadrid. También fue finalista en los Premios Feroz de 2016 en la categoría Mejor Documental.
En diciembre de 2022 estrenó Cuerpo abierto (O corpo aberto)un largometraje de ficción que la directora define como "cuento gótico". Se trata de una película de terror  basada en el relato Lobosandaus, que forma parte del libro de cuentos Arraianos publicado por Xosé Luis Méndez Ferrín.  También trabaja en el guion de La Nadadora, de Sandra Sánchez.

## Obras

### Cortometrajes
- Corredor (2009)
- Io ti ailoviu (amore ossoleto) (2011)
- Normal People (a smartphone tragedy) (2013)
- Roma è troppo lontana (2013)
- The Fetch (2014)
- Próxima estación, San Sadurniño (2017)
- A nena azul (2018). Coguionista.

### Largometrajes
- Esquece Monelos (2017)
- Cuerpo abierto (O corpo aberto) (2022)